# Île Burke
L'île Burke est une île côtière située dans la mer d'Amundsen dans l'océan Austral. Elle a une superficie de 355 km2.
Elle a été nommée par l'ACAN en l'honneur de l'amiral Arleigh Burke, chef des Opérations navales pendant l'opération Deep Freeze.